# Lista de deputados do Império do Brasil da 4.ª legislatura
Esta é a lista de deputados do Império do Brasil da 4.ª legislatura do Congresso Nacional. Inclui-se o nome civil dos parlamentares, o partido ao qual eram filiados na data da posse e a quantidade de votos que receberam para sua eleição, sua unidade federativa de origem, bem como outras informações. Esta legislatura da Câmara dos Deputados durou de 1838 a 1841, nos termos da Constituição Imperial de 1824.
Esta foi a última Legislatura do Período Regencial e a primeira do Segundo Reinado do Brasil.

## Presidência da Câmara de Deputados na 4.ª Legislatura
| Nº                          | Nome do deputado                                        | Imagem | Período                                    | Província de origem |  | Partido             |
| 17                          | Cândido de Araújo Viana (Marquês de Sapucaí)            |        | 27 de setembro de 1837 - 6 de maio de 1840 | Minas Gerais        |  | Partido Popular     |
| 18                          | Joaquim Marcelino de Brito                              |        | 6 de maio de 1840 - 11 de julho de 1840    | Bahia               |  | Partido Conservador |
| Segundo Reinado (1840-1889) |                                                         |        |                                            |                     |  |                     |
| —                           | Joaquim Marcelino de Brito                              |        | 11 de julho de 1840 - 16 de maio de 1841   | Bahia               |  | Partido Conservador |
| 19                          | Romualdo de Seixas (Arcebispo de São Salvador da Bahia) |        | 16 de maio - 7 de agosto de 1841           | Grão-Pará           |  | Liga Progressista   |
| 20                          | Venâncio Henriques de Resende                           |        | 7 de agosto de 1841 - 4 de abril de 1842   | Pernambuco          |  | Liga Progressista   |

## Lista de Parlamentares por Províncias[2]
| Deputados da 4ª Legislatura | Informações disponíveis |
| Província das Alagôas (5) | Província das Alagôas (5) |
| --- | --- |
| Rodrigo de Souza da Silva Pontes | Magistrado. Foi substituído por alguns dias pelo Padre Affonso de Albuquerque Mello. |
| José Candido de Pontes Visgueiro | Magistrado |
| Matheus Casado de Araujo Lima Arnaud                                                                                                 | Magistrado |
| Antonio Luiz Dantas de Barros Leite                                                                                                  | Magistrado. Futuro Senador do Império. |
| Francisco Joaquim Gomes Ribeiro | Magistrado |
| Província da Bahia (14) | |
| João José de Moura Magalhães | Deputado reeleito (assumiu como suplente na legislatura passada) |
| Antonio Joaquim Alvares do Amaral | |
| Francisco Gonçalves Martins | Deputado reeleito (havia assumido como suplente na legislatura passada). Futuro Visconde de São Lourenço e Senador do Império. |
| Miguel Calmon du Pin e Almeida | Deputado reeleito (havia assumido como suplente na legislatura passada). Futuro Marquês de Abrantes e Senador do Império. |
| Manoel Maria do Amaral | Deputado reeleito |
| João Pedreira do Couto | Magistrado |
| Manoel Vieira Tosta | Futuro Visconde de Muritiba e Senador do Império. |
| José Ferreira Souto | Magistrado |
| Francisco de Assis Ramiro Coelho | Magistrado |
| Joaquim Marcelino de Brito | Ex-deputado e magistrado |
| Eustaquio Adolpho de Mello Mattos | Bacharel |
| Franciso Gé Acayaba de Montezuma | Futuro Visconde de Jequitinhonha e Senador do Império. |
| Innocencio da Rocha Galvão | Deputado reeleito. Era suplente de Francisco de Souza Paraíso, mas este foi nomeado senador em 1837. |
| José Gonçalves Martins | |
| Província do Ceará (8) | |
| André Bastos de Oliveira | Magistrado. Foi substituído em 1840 por Antonio José Machado. |
| Manoel do Nascimento Castro e Silva                                                                                                  | Deputado reeleito desde a Primeira Legislatura. Futuro Senador do Império. |
| João Capistrano Bandeira de Mello | Professor de Direito |
| Joaquim Ignacio da Costa Miranda | Deputado reeleito |
| Vicente Ferreira de Castro e Silva                                                                                                   | Deputado reeleito |
| Carlos Augusto Peixoto de Alencar | Padre da Igreja Católica |
| José Ferreira Lima Sucupira | Padre da Igreja Católica |
| José Mariano de Albuquerque Cavalcanti                                                                                               | Deputado reeleito |
| Província do Espírito Santo (1) | |
| Marcelino Pinto Ribeiro Duarte | Padre da Igreja Católica |
| Província do Goyaz (2) | |
| José de Assis Mascarenhas | Magistrado. Foi substituído em 1840 por Antonio Ferreira dos Santos Azevedo. |
| Luiz Gonzaga de Camargo Fleury | Padre da Igreja Católica. Foi substituído em 1838 e 1839 por Antonio Ferreira dos Santos Azevedo. |
| Província do Maranhão (4) | |
| Joaquim Vieira da Silva e Souza | Deputado reeleito e magistrado. Futuro Senador do Império. |
| Luiz Carlos Cardoso Cajueiro | Foi sucedido em 1841 por Joaquim Franco de Sá. |
| Antonio Bernardo da Encarnação e Silva                                                                                               | Padre da Igreja Católica |
| Leocadio Ferreira de Gouvêa Pimentel Belleza                                                                                         | |
| Província de Mato Grosso (1) | |
| Antonio Navarro de Abreu | Bacharel |
| Província de Minas Gerais (20) | |
| Antonio Paulino Limpo de Abreu | Deputado reeleito desde a Primeira legislatura. Tornou-se Visconde de Abaeté e Senador do Império. |
| Bernardo Belisario Soares de Souza                                                                                                   | Deputado reeleito e Magistrado |
| Antonio da Costa Pinto | Magistrado. Foi substituído na Sessão de 1841 por José Fernandes de Oliveira Penna. |
| José Joaquim Fernandes Torres | Deputado reeleito, Professor de Direito. Futuro Senador do Império. Foi substituído em 1838 e 1839 por José Alcibiades Carneiro. |
| José Pedro Dias de Carvalho | Deputado reeleito. Futuro Senador do Império. Foi substituído em 1838 por Herculano Ferreira Penna e em 1839 por João Dias de Quadros Aranha. |
| José Cesário de Miranda Ribeiro | Deputado reeleito (assumiu como suplente na legislatura passada). Ex-Presidente da Câmara e Futuro Visconde de Uberaba e Senador do Império. |
| Francisco de Paula Cerqueira Leite                                                                                                   | Deputado reeleito e Magistrado |
| Candido José de Araujo Vianna | Deputado reeleito desde a Primeira legislatura. Tornou-se Visconde de Sapucahy. Foi nomeado Senador do Império em outubro de 1838, sendo substituído em 1840 e 1841 por João Dias de Quadros Aranha.                                                              |
| Bernardo Pereira de Vasconcellos | Deputado reeleito desde a Primeira legislatura. Magistrado. Foi nomeado Senador do Império em setembro de 1838, sendo substituído por Herculano Ferreira Penna.                                                                                                   |
| Manoel Gomes da Fonseca | Deputado reeleito desde a Primeira legislatura. Foi substituído no final de 1841 por Tristão Antonio de Alvarenga. |
| Theophilo Benedicto Ottoni | Futuro Senador do Império |
| José Feliciano Pinto Coelho da Cunha                                                                                                 | Futuro Barão de Cocais. Foi substituído em 1841 por João Antunes Corrêa. |
| Pedro de Alcantara Cerqueira Leite                                                                                                   | Magistrado e Futuro Barão de São João Nepomuceno. |
| Francisco de Paula Candido | Médico |
| João Antonio de Lemos | Deputado reeleito (assumiu como suplente na legislatura anterior). Futuro Barão de Rio Verde |
| Baptista Caetano de Almeida | Deputado reeleito. Foi substituído em 1839 por José Antonio Marinho. |
| Antonio Joaquim Fortes de Bustamante                                                                                                 | Foi substituído nos últimos meses de 1838 por Herculano Ferreira Penna e em 1840 por João Antunes Corrêa. Bacharel. |
| Lourenço José Ribeiro | Magistrado |
| Honorio Hermeto Carneiro Leão | Deputado reeleito. Tornou-se Marquês de Paraná e Senador do Império. Era suplente de Evaristo Veiga, que faleceu. |
| Gabriel Mendes dos Santos | Deputado reeleito (era suplente na legislatura anterior) e magistrado. Futuro Senador do Império. |
| Província do Grão-Pará (3) | |
| D. Romualdo Antonio de Seixas | Deputado reeleito desde a Primeira legislatura. Tornou-se Arcebispo da Bahia e Marquês de Santa Cruz. Em 1839 foi substituído pelo futuro Barão de Caçapava, Francisco José de Souza Soares de Andréa. Em 1840, foi substituído por João Cândido de Deus e Silva. |
| Angelo Custódio Corrêa | Em 1841, foi substituído pelo Barão de Caçapava. |
| Bernardo de Souza Franco | Futuro Visconde de Souza Franco. Foi substituído em 1839 e 1841 por João Cândido de Deus e Silva. |
| Província da Parahyba do Norte (4)                                                                                                   | |
| Joaquim Manoel Carneiro da Cunha | Foi substituído em 1838 pelo Capitão Joaquim José de Oliveira |
| José Maria Ildefonso Jacome da Veiga Pessoa                                                                                          | Militar |
| João José Ferreira da Costa | |
| Manoel Maria Carneiro da Cunha | Não tomou posse, sendo substituído por Trajano Alipio Hollanda Chacon em 1838 e pelo Capitão Joaquim José de Oliveira entre 1839 e 1841. |
| Província de Pernambuco (12) | |
| Francisco do Rego Barros | Deputado reeleito. Tornou-se Conde da Boa Vista e Senador do Império. |
| Sebastião do Rego Barros | Deputado reeleito. Era militar. Em 1840, foi substituído pelo Padre Miguel do Sacramento Lopes Gama. Em 1841, foi substituído por Elias Coelho Cintra. |
| Antonio Peregrino Maciel Monteiro | Deputado reeleito. Médico, futuro Barão de Itamaracá. |
| Francisco de Paula de Almeida e Albuquerque                                                                                          | Deputado reeleito desde a Primeira legislatura. Foi nomeado Senador do Império em setembro de 1838, sendo substituído por Urbano Sabino Pessoa de Mello a partir de 1839.                                                                                         |
| Manoel do Monte Rodrigues de Araújo                                                                                                  | Deputado reeleito. Futuro Conde de Irajá e Bispo do Rio de Janeiro. |
| João Maurício Cavalcanti da Rocha Wanderley                                                                                          | Foi substituído em 1839 por Elias Coelho Cintra. |
| Manoel Ignácio de Carvalho Mendonça                                                                                                  | Militar |
| Joaquim Manoel Vieira de Mello | Bacharel. Foi substituído em 1840 por Manoel Mendes da Cunha Azevedo. |
| Manoel Ignacio Cavalcanti de Lacerda                                                                                                 | Futuro Barão de Pirapama e Senador do Império. |
| Antonio da Costa Rego Monteiro | Tomou posse como suplente de Pedro de Araújo Lima que foi nomeado Senador do Império em setembro de 1837. |
| Antonio Henriques Rezende | Tomou posse como suplente de Luiz Francisco de Paula Cavalcanti de Albuquerque, que faleceu antes da posse. |
| Luiz Carlos Coelho da Silva | Padre da Igreja Católica. Tomou posse como suplente do futuro Visconde de Albuquerque, que foi nomeado senador em fevereiro de 1838. |
| Província do Piauhy (2) | |
| Francisco de Sousa Martins | Bacharel |
| José Joaquim de Lima e Silva | Futuro Visconde de Magé |
| Província do Rio de Janeiro (10) | |
| Paulino José Soares de Souza | Deputado reeleito. Futuro Visconde do Uruguai e Senador do Império |
| Joaquim José Rodrigues Torres | Deputado reeleito. Futuro Visconde de Itaboraí e Senador do Império |
| Joaquim Francisco Vianna | Deputado reeleito. Futuro Senador do Império |
| José Clemente Pereira | Magistrado e ex-deputado. |
| Antonio Pereira Barreto Pedroso | Deputado reeleito e magistrado |
| José Ignácio Vaz Vieira | Magistrado |
| Francisco Gomes de Campos | Futuro Barão de Campo Grande |
| José Luiz de Freitas | Padre da Igreja Católica |
| José Antonio de Siqueira e Silva | Magistrado, era suplente de Evaristo Veiga, mas este faleceu antes de tomar posse. |
| Aureliano de Souza e Oliveira Coutinho                                                                                               | Futuro Visconde de Sepetiba e Senador do Império. |
| Província do Rio Grande do Norte (1)                                                                                                 | |
| Bazilio Quaresma Torreão | |
| Província de Santa Catarina (1) | |
| Jeronymo Francisco Coelho | Brigadeiro |
| Província de São Paulo (9) | |
| José da Costa Carvalho | Futuro Senador e Marquês de Mont'Alegre. Foi nomeado Senador em abril de 1839, sendo substituído por Manoel Dias de Toledo nas sessões de 1839 e seguintes. |
| Carlos Carneiro de Campos | Professor de Direito, futuro Senador do Império e Visconde de Caravelas. |
| Martim Francisco Ribeiro de Andrada                                                                                                  | Foi substituído em outubro de 1841 pelo desembargador José Ricardo da Costa Aguiar de Andrada. |
| Rodrigo Antonio Monteiro de Barros                                                                                                   | Deputado reeleito (representou Minas na legislatura passada). Magistrado. |
| D. José Antonio dos Reis | Bispo de Cuiabá. Era suplente de Francisco de Paula de Souza e Mello, mas este foi nomeado Senador do Império em julho de 1833. |
| Antonio Carlos Ribeiro de Andrada Machado e Silva                                                                                    | Magistrado |
| Joaquim José Pacheco | Magistrado |
| Joaquim Floriano de Toledo | Deputado reeleito. Coronel. |
| Francisco Alvares Machado de Vasconcellos                                                                                            | Deputado reeleito e Médico |
| Província de São Pedro do Rio Grande do Sul (0) (Segundo os Anais do Parlamento, a Província não elegeu deputados nesta legislatura) | |
| - | - |
| - | - |
| - | - |
| Província de Sergipe (2) | |
| Sebastião Gaspar de Almeida Bôtto | Coronel |
| Antonio Fernandes da Silveira | Deputado reeleito (2ª, 3ª e 4ª legislaturas). Sacerdote da Igreja Católica, Monsenhor. |

Fonte: Arquivo do Império brasileiro. Annaes do Parlamento Brasileiro. Rio de Janeiro: Typographia de H.J.Pinto, 1878. Disponível em: https://memoria.bn.br/DocReader/DocReader.aspx?bib=132489&pagfis=7299